# Wola Zabierzowska
Wola Zabierzowska – wieś w Polsce, położona w województwie małopolskim, w powiecie wielickim, w gminie Niepołomice.
W latach 1975–1998 wieś administracyjnie należała do województwa krakowskiego.
Administracyjnie jest sołectwem położonym w północno-wschodniej części gminy Niepołomice, około 12 km od miasta Niepołomice, sąsiadującym bezpośrednio z sołectwami Zabierzów Bocheński i Chobot. Łączna powierzchnia wsi wynosi 716 ha.
Wieś biskupstwa krakowskiego w powiecie proszowickim w województwie krakowskim w końcu XVI wieku.

## Położenie
Wola Zabierzowska leży w centrum zachodniej części Kotliny Sandomierskiej, w mezoregionie Doliny Wisły. Północna granica opiera się o linię rzeki Wisły, na odcinku od Lasu Koło do Lasu Grobla (Las Ispina), wschodnia – przylega do Lasu Grobla, a południowa sięga północnego skraju głównego kompleksu Puszczy Niepołomickiej, wzdłuż którego płynie również potok Drwinka. Obszar wsi ma kształt zwężającego się ku południowi lejka, którego największa szerokość – wzdłuż Wisły – wynosi 3 km, a najmniejsza – w rejonie Drwinki – 1 km.
Cała wieś leży na terenie holoceńskiej (czyli nadal współcześnie tworzącej się) terasy zalewowej Wisły i Drwinki. Topografia tej terasy doskonale ilustruje tezę o stopniowym przesuwaniu się koryta Wisły z linii dzisiejszej Drwinki coraz bardziej na północ, w kierunku Wysoczyzny Proszowickiej. O zmianach koryta Wisły świadczą liczne starorzecza, wijące się w najrozmaitszych kierunkach na obszarze całej wsi. Na ogół są one tym starsze, im bardziej oddalone od obecnego koryta Wisły. Wzdłuż osi Doliny Wisły i przez środek wsi przebiega główna arteria drogowa Powiśla, łącząca Niepołomice przez Uście Solne z wsiami nadwiślańskimi – po Szczurową, a dalej – z Dąbrową Tarnowską.

## Integralne części wsi
| SIMC    | Nazwa      | Rodzaj    |
| ------- | ---------- | --------- |
| 0329214 | Brzezówka  | część wsi |
| 0329220 | Chałupki   | część wsi |
| 0329237 | Flaga      | część wsi |
| 0329243 | Kąt        | część wsi |
| 0329250 | Kla        | część wsi |
| 0329266 | Mała Wieś  | część wsi |
| 0329272 | Nowa Wieś  | część wsi |
| 0329289 | Psarka     | część wsi |
| 0329295 | Zakrzeniec | część wsi |

## Historia
Określenie «Wola» w nazwie tej wsi sugerowałoby, że najpierw powstał sąsiedni Zabierzów (Bocheński), a następnie przy nim powstała «z woli» jego właściciela nowa osada – Wola. Jednak wieś Wola powstała wcześniej niż Zabierzów. Została założona rzeczywiście – jak nazwa wskazuje – «z woli», ale biskupów krakowskich, właścicieli tego terenu.
Pierwsze wzmianki o Woli jako zagospodarowanej wsi pojawiają się już w 1337 – w dokumencie biskupa krakowskiego Jana Grota, który nadał Piotrowi Ziai sąsiadującą z Wolą, Dąbrowę «w celu założenia na surowym korzeniu nowej osady», wówczas jeszcze nienazwanej. W tym samym piśmie duchowny napisał, że wieś Dąbrowa graniczyła ze wsią Klan. W późniejszym okresie Klan został wchłonięty przez Wolę i dziś jest jednym z jej przysiółków. Z kolei nowa osada założona przez Ziaję w dąbrowie koło Woli, została nazwana później Zabierzowem. By odróżnić Wolę od innych Woli w okolicy (Drwińskiej, Boturzyńskiej – obecnie Batorskiej), nazwano ją Wolą Zabierzowską, ponieważ leżała koło Zabierzowa.
W południowej części Woli Zabierzowskiej i prawdopodobnie po części również na terenie dzisiejszego Chobotu lub Zabierzowa Bocheńskiego w XIV w. znajdowała się jeszcze jedna osada – Chwaliczów. Dokument Kazimierza Wielkiego z 1365, w którym król sam ustalał granice między Gawłowem a królewską Puszczą Niepołomicką, wymienia drogę prowadzącą z Krzyżanowic przez Puszczę w stronę Chwaliczowa. Niestety, w dokumencie nie podano dokładnej lokalizacji osady, a jedynie kierunek, w którym się znajduje. Zachowało się również późniejsze pismo mogące określić prawdopodobne położenie Chwaliczowa. Mianowicie w Inwentarzu ekonomiy niepołomskiey z 1736 napisano, że jedna z królewskich kwater «w Puszczy Niepołomskiej poczyna się od Chwalcowa Biskupiego, graniczy z Biskupimi wsiami, Wolą Zabierzowską [...]. W tegoż kwaterze [...] jest sosnowy las, aż do granic Biskupich Zabierzowskich [...], w kwaterze jego łąki, jedna Chwalców». Dodatkowo na mapie z 1847 południowo-zachodni skraj Lasu Grobla w pobliżu Chobotu jest oznaczony jako Chwalicowa. Również do czasów obecnych zachowała się nazwa łąki na południu Woli Zabierzowskiej z kawałkiem przyległej Puszczy Niepołomickiej, która nosi nazwę Chwalców.
Ziemie w Woli Zabierzowskiej były własnością biskupów krakowskich aż do czasu pierwszego rozbioru Polski (1772). W 1782 decyzją Austriaków ziemie przeszły na rzecz funduszu religijnego. Następnie z innymi majątkami biskupimi i duchownymi, włączono je do wspólnej administracji dóbr dominialnych w Niepołomicach. Dopiero w latach 1937–1938 majątek funduszowy (a wśród nich tereny Woli Zabierzowskiej) został rozparcelowany.
28 listopada 1888 dekretem Krajowej Rady Szkolnej we Lwowie została założona we wsi szkoła podstawowa. Zajęcia rozpoczęły się 1 września 1890, a pierwszym nauczycielem był Tadeusz Zieliński.

## Ważniejsze obiekty
- Zespół Szkolno-Przedszkolny w Woli Zabierzowskiej
- Dom Kultury
- Remiza Ochotniczej Straży Pożarnej